# 大島優希
大島 優希（おおしま ゆうき、1983年（昭和58年）8月20日 - ）は、日本の津軽三味線奏者。男性。熊本県山鹿市出身。OFFICE O-SHIMA代表。

## 人物
津軽三味線を福居慶大に師事。高校卒業後は和楽器専門店にて三味線の皮張り技術や構造等を3年間学んだ後、演奏活動に専念する。
イベント出演など様々な場所で演奏しながら、2006年（平成18年）からはワンマンライブ・シリーズ「以心伝心」も開催している。
2012年（平成24年）10月に開催された津軽三味線全国大会では準優勝を獲得した。
演奏スタイルは、伝統ある古典曲を追求する三味線一丁の独奏や弟子達と一緒に合奏、また他楽器をサポートに付けオリジナル曲をやるスタイルなど多種多様にその時によって編成は異なる。
2009年10月から2014年9月まで大谷楽器津軽三味線教室の講師を務めた。

## 経歴
- 1991年（平成3年）8月 ：エキストラとして熊本県民テレビのドラマ『八郎の壺』（1992年10月10日放映）に出演。
- 2003年（平成15年）
  - 10月 ：第8回演芸大賞選手権大会 特別賞受賞。
  - 11月 ：ジャズ界の高橋知己カルテットと共演。
- 2005年（平成17年）
  - 5月 ：熊本市国際交流会館で開催された九州若手民謡の集いに出演。
  - 12月31日 ：熊本城でカウントダウンライブを行う。
- 2006年（平成18年）
  - 4月 ：第20回福岡国際クロスカントリー大会で演奏。
  - 5月 ：福岡原鶴グランドスカイホテルにて、初のソロ・ディナーショーを開催。
  - 6月 ：福岡国際センターにて、橋幸夫のオープニングアクトを務める。
  - 8月20日 ：「以心伝心」と銘打ったソロライブを自身の誕生日に開催し、その後、不定期ながらシリーズ化する。
  - 11月 ：九州国立博物館でソロライブを行う。
  - 11月 ：中国公演（初の海外公演）、および、韓国公演。
- 2007年（平成19年）
  - 6月 ：第23回日本DDS学会で演奏。
  - 10月 ：「熊本城築城400年祭 〜秋絵巻〜フィナーレ」に出演。
  - 12月 ：韓国のテレビ局MBCの番組で紹介される。
- 2009年「太宰治 生誕100周年記念銅像建立記念祭」に出演。
- 2010年（平成22年）
  - 6月20日 ：第2回津軽三味線九州大会 男性部門 4位入賞。
  - 12月 ：RKK WINTER GROOVE 2010 出演。その模様は後日、テレビ放映された。
- 2011年（平成23年）5月1日 ：ソロライブ・シリーズ「以心伝心」の開催が10回を数える。
- 2012年（平成24年）
  - 4月 ：大島優希10周年記念特別公演「10th Anniversary Tour 以心伝心 〜 零 ZERO 〜」開催（下記の2箇所で各1公演）。
    - 4月14日：「風神」公演開催。
    - 4月23日：「雷神」公演開催。

  - 9月 ：1st ALBUM CD「覚醒-かくせい-」リリース。
  - 10月 ：第3回津軽三味線全国大会 in八代 男性部門 準優勝。
- 2014年（平成26年）
  - 9月 ：路上演奏2000回達成（2004年11月2日〜2014年9月4日)
- 2015年（平成27年）
  - 11月 ：山鹿温泉奉納コンサート〜さくら湯入場50万人記念〜
「湧出長久」出演

## 公演

### ライブシリーズ「以心伝心」
- 〜第一章〜 （2006年08月20日開催）
- 〜第二章〜 （2006年12月03日開催）
- 〜第三章〜若獅子 （2007年03月25日開催）
- 〜第四章〜水の如く （2007年04月30日開催）
- 〜第五章〜風の如く （2007年08月31日開催）
- 〜第六章〜夢物語 （2008年04月13日開催）
- 〜第七章〜共鳴 （2008年11月16日開催）
- 〜第八章〜越境なる響き （2010年04月18日開催）
- 〜第九章〜華の如く （2011年02月27日開催）
- 〜第十章〜愛 （2011年05月01日開催）
- 〜第拾壱章〜序 （2011年10月01日開催）
- 〜第拾弐章〜破 （2012年09月16日開催）
- 〜第拾参章〜 覚 醒 （2013年12月21日開催）
- 〜第拾四章〜 夏の陣 （2014年08月30日開催）
- 〜第拾四章〜 冬の陣 （2014年12月06日開催）
- 〜第拾伍章〜絆      (2016年08月07日開催)

### １０周年記念特別公演
10th Anniversary Tour
- 以心伝心 〜 零 ZERO 〜風神 （2012年4月14日開催）
- 以心伝心 〜 零 ZERO 〜雷神 （2012年4月28日開催）
10周年を記念して、ロゴのステッカーが完全限定生産で500枚制作された。

### １５周年記念特別公演
花鳥風月

## 出演

### テレビ
- ドラマ「八郎の壺」エキストラ出演（KKT 熊本県民テレビ）1992年10月
- 根本要の音楽山盛（RKK 熊本放送）2006年5月
- RKK WINTER GROOVE 2010（RKK 熊本放送）2010年12月

### ラジオ
- お昼もガマダス（FMK エフエムクマモト）2005年11月
- ゆめラジ（熊本City FM791）2008年7月
- ゆめラジ（熊本City FM791）2008年10月

### 新聞
- 西日本新聞 朝刊  2005年11月
- 朝日新聞 朝刊  2006年2月
- 朝日新聞 夕刊  2006年2月
- 人吉新聞 日刊  2006年3月
- リビング熊本 1142号 美男特集  2010年7月

### 雑誌
- Delicious 4月号 2007年3月
- no！ 熊本版 5月号 2007年5月
- 楽楽TRENDY 9月号 vol.49 2016年9月

## Team O-SHIMA
オリジナル曲を演奏する際にはバックに様々な楽器のサポートメンバーが付き、本人はこの形態を「チーム大島」と名付けている。表記する場合は「Team O-SHIMA」となる。また、サポートメンバー以外に、スタッフも複数名在籍しており、含めて「Team O-SHIMA」と呼ぶ。
ベースの手嶋健吾が加入して間もない頃、大島を含むTeam O-SHIMAでイベント出演した際にドラムスの岩下具史は客として観覧していたというエピソードもある。その後、岩下具史、yuukiの順で加入することになる。ギターのyuukiは当時18歳で最年少メンバーとなった。その頃から大阪公演が開催されるなどTeam O-SHIMAの体制が大きく変動した。2012年には当時のメンバーである大島優希、手嶋健吾、岩下具史、yuuki、の4名それぞれを描いたアニメタッチのステッカーが製作された。
現在のメンバー
- yuuki（4代目ギター）
- 手嶋健吾（初代ベース）
- 岩下具史（初代ドラムス）

過去のメンバー
- 川野真寿（2代目ギター）
- 坂田真彦（3代目ギター）
- 岡本祐佳（2代目キーボード）
- 高倉    瞳（3代目キーボード）
- 藤坂翔吾（初代パーカッション）